# Nabil Totah
Nabil Marshall Totah (Ramallah, 5 april 1930 – York (Pennsylvania), 7 juni 2012) was een uit Palestina afkomstige Amerikaanse jazzbassist.

## Biografie
Totah kwam in 1944 naar de Verenigde Staten en begon in 1953 bas te studeren. Eerst werkte hij in 1953/1954 in Japan met Toshiko Akiyoshi en Hampton Hawes, daarna met Bobby Scott, Johnny Smith en met Charlie Parker, Gene Krupa, Woody Herman en Eddie Costa. Vanaf 1956 speelde hij bij Zoot Sims (en Al Cohn), met wie hij tot 1959 werkte, rond 1957 met Tal Farlow, Bobby Jaspar en George Wallington. Later speelde hij o.a. met Slide Hampton (1960), Bobby Hackett, Herbie Mann (1958 tot 1961), Teddy Wilson (uit 1964), Stephanie Nakasian, Johnnie Ray en 1962 tot 1964 en 1973 met Gene Krupa, waar hij op zijn laatste album speelde. Naast zijn werk als sideman bracht hij ook albums uit als bandleider.

## Overlijden
Nabil Totah overleed in juni 2012 op 82-jarige leeftijd.

## Discografie
- 1985: Double Bass met Mike Longo, Ray Mosca
- 1998: More Double Bass met Mike Longo, Ray Mosca